# Lasy Leżajskie
Lasy Leżajskie (PLH180047) – projektowany specjalny obszar ochrony siedlisk, aktualnie obszar mający znaczenie dla Wspólnoty, położony na Płaskowyżu Kolbuszowskim, o powierzchni 2656,4 ha. 

## Położenie
Większość obszaru zajmują lasy południowo-wschodniego krańca Puszczy Sandomierskiej. Zarządza nimi Nadleśnictwo Leżajsk. Administracyjnie obszar mieści się w gminach Sokołów Małopolski, Leżajsk i Rakszawa.

## Przyroda
Jest to najbogatszy florystycznie fragment Płaskowyżu Kolbuszowskiego. Oprócz lasów fragment obszaru zajmują łąki (zwłaszcza świeże rajgrasowe i wilgotne ostrożeniowe) i mokradła doliny Trzebośnicy. Za jedną z najważniejszych cech obszaru uważane jest występowanie populacji biegacza urozmaiconego (gruzełkowatego) – rzadko występującego w Polsce chrząszcza związanego z siedliskami przystrumieniowymi rejonu karpackiego. 

### Siedliska przyrodnicze
Występują tu następujące siedliska z załącznika I dyrektywy siedliskowej:
- grąd (Tilio-Carpinetum)
- żyzna buczyna karpacka (Dentario glandulosae-Fagetum)
- kwaśna buczyna niżowa (Lusulo pilosae-Fagetum)
- łęg olszowo-jesionowy (Fraxino-Alnetum)
- łąki świeże
- łąki trzęślicowe (Junco-Molinietum)
- starorzecza

### Gatunki zwierząt chronione na mocy dyrektywy siedliskowej
W obszarze występują następujące gatunki stanowiące jego przedmiot ochrony:
płazy
- kumak nizinny (Bomina bombina)
- ropucha szara (Bufo bufo)
- ropucha paskówka (Bufo calamita)
- ropucha zielona (Bufo viridis)
- rzekotka drzewna (Hyla arborea)
- grzebiuszka ziemna (Pelobates fuscus)
- żaba wodna (Rana esculenta)
- żaba trawna (Rana temporaria)
- traszka zwyczajna (Triturus vulgaris)

gady
- jaszczurka zwinka (Lacerta agilis)
- jaszczurka żyworodna (Lacerta vivipara)
- zaskroniec zwyczajny (Natrix natrix)
- żmija zygzakowata (Vipera berus)

ssaki
- bóbr europejski (Castor fiber)
- wydra (Lutra lutra)

owady
- biegacz gruzełkowaty (Carabus variolosus)
- czerwończyk nieparek (Lycaena dispar)
- modraszek nausitous (Phengaris nausithous)

### Gatunki ptaków chronione na mocy dyrektywy ptasiej
W obszarze występują następujące gatunki wymienione w załącznikach dyrektywy ptasiej:
- bocian biały (Ciconia ciconia)
- derkacz (Crex crex)
- lelek kozodój (Caprimulgus europaeus)
- dzięcioł zielonosiwy (Picus canus)
- dzięcioł czarny (Dryocopus martius)
- gąsiorek (Lanius collurio)

### Inne rzadziej spotykane i chronione gatunki[1]
ssaki
- jeż zachodni (Erinaceus europaeus)
- gronostaj (Mustela erminea)
- łasica (Mustela nivalis)
- rzęsorek rzeczek (Neomys fodiens)
- wiewiórka pospolita (Sciurus vulgaris)

bezkręgowce
- tygrzyk paskowany (Argiope bruennichi)
- szklarnik górski (Cordulegaster bidentata)
- modliszka zwyczajna (Mantis religiosa)
- paź królowej (Papilio machaon)

rośliny

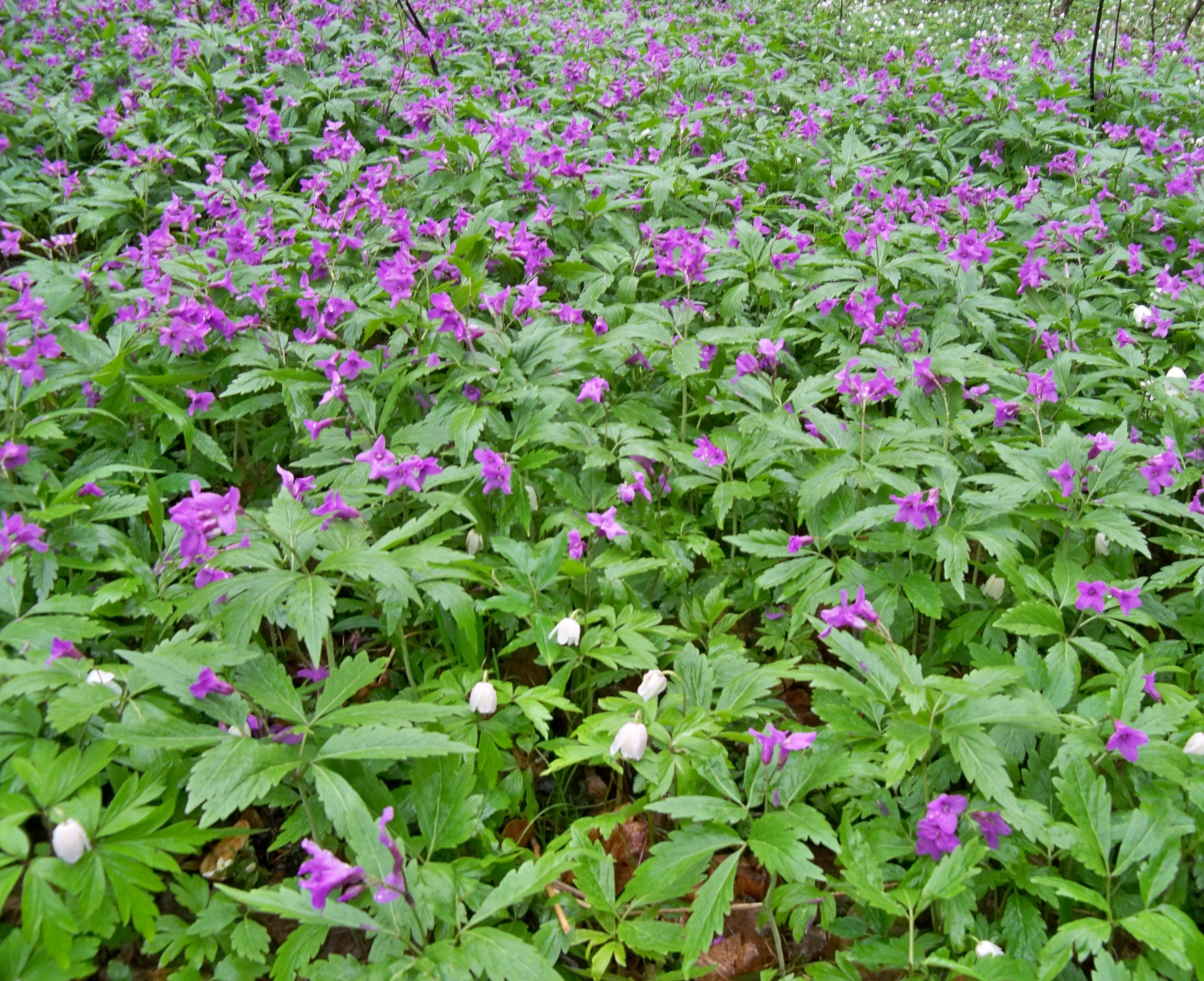
Runo lasu koło Trzebosi – żywiec gruczołowaty z domieszką zawilca gajowego

- czosnek niedźwiedzi (Allium ursinum)
- sałatnica leśna (Aposeris foetida)
- kopytnik pospolity (Asarum europaeum)
- pokrzyk wilcza jagoda (Atropa belladonna)
- turzyca orzęsiona (Carex pilosa)
- konwalia majowa (Convallaria majalis)
- kukułka Fuchsa (Dactylorhiza fuchsii)
- kukułka plamista (Dactylorhiza maculata)
- kukułka szerokolistna (Dactylorhiza majalis)
- wawrzynek wilczełyko (Daphne mezereum)
- kruszczyk szerokolistny (Epipactis helleborine)
- kruszyna pospolita (Frangula alnus)
- śnieżyczka przebiśnieg (Galanthus nivalis)
- przytulia wonna (Galium odoratum)
- bluszcz pospolity (Hedera helix)
- przylaszczka pospolita (Hepatica nobilis)
- listera jajowata (Listera ovata)
- widłak jałowcowaty (Lycopodium annotinum)
- widłak goździsty (Lycopodium clavatum)
- bobrek trójlistkowy (Menyanthes trifoliata)
- nasięźrzał pospolity (Ophioglossum vulgatum)
- podkolan biały (Platanthera bifolia)
- porzeczka czarna (Ribes nigrum)
- cebulica dwulistna (Scilla bifolia)
- kalina koralowa (Viburnum opulus)
- barwinek pospolity (Vinca minor)

### Inne formy obszarowej ochrony przyrody
Teren obszaru częściowo pokrywa się z Brzóźniańskim Obszarem Chronionego Krajobrazu. Na terenie OZW znajduje się rezerwat przyrody Wydrze.

## Zagrożenia

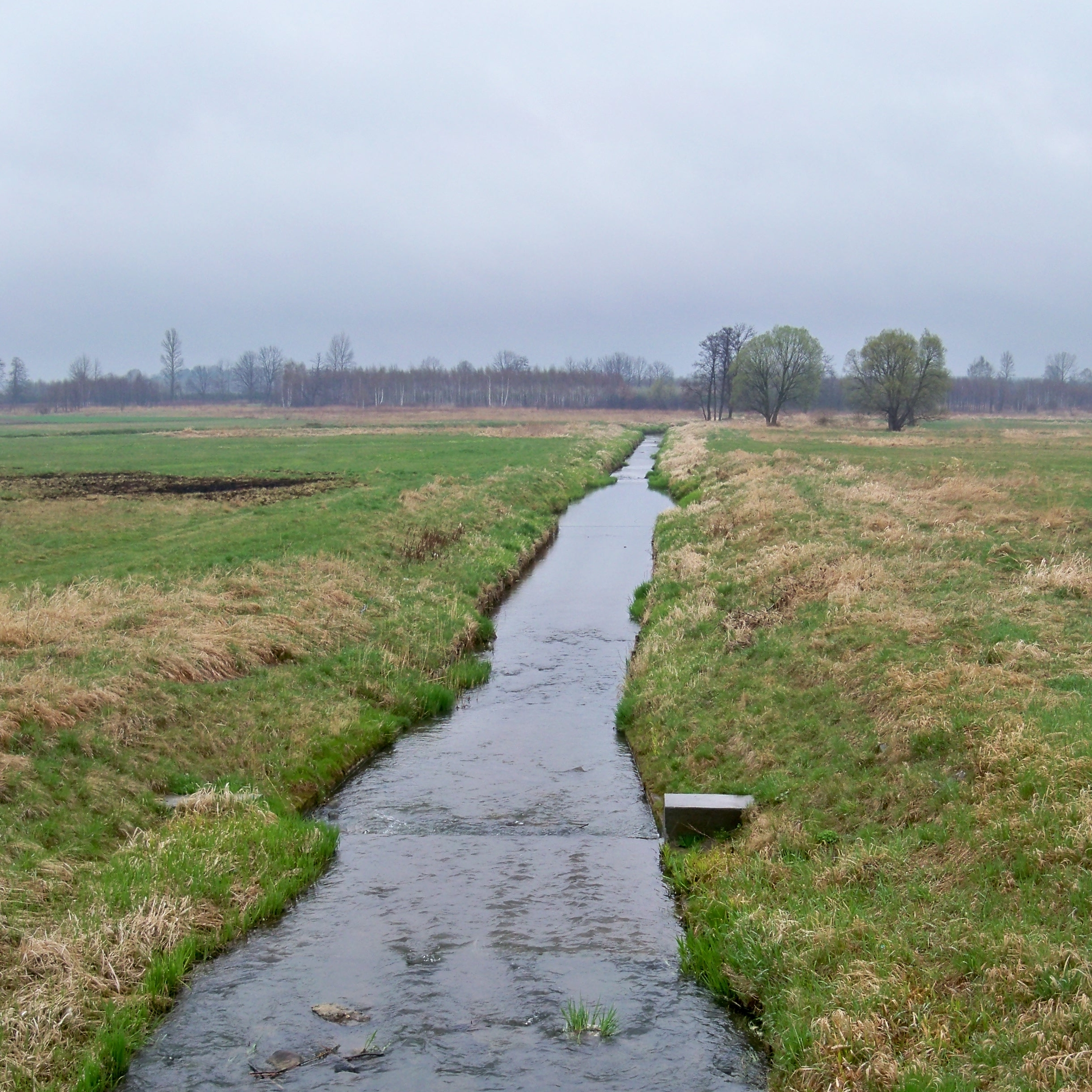
Uregulowany fragment Trzebośnicy – regulacja rzeki i melioracja terenu jest uważana za główne zagrożenie dla przyrody obszaru

Głównym zagrożeniem dla przyrody tego obszaru – zarówno roślinności, jak i populacji chronionych owadów – jest zmiana stosunków wodnych (melioracje) i zanik tradycyjnej gospodarki łąkowej. Siedliska leśne są mniej zagrożone.